# Four Letter Word (canção de Beady Eye)
"Four Letter Word" é o segundo single da banda de rock inglesa Beady Eye, estará no seu álbum de estréia Different Gear, Still Speeding como a faixa de abertura. A canção foi estreada exclusivamente para a NME e também no site oficial da banda em 26 de dezembro de 2010 e está previsto para ser lançado uma edição limitada de 7 "vinil em 17 de janeiro de 2011 com a B-Side Exclusiva " World Outside My Room ".

## Faixas
| N.º | Título                  | Duração |  |
| 1.  | "Four Letter Word"      | 4:22    |  |
| 2.  | "World Outside My Room" | ?:??    |  |